# Edmond Dédé
Edmond Dédé (New Orleans, 27 november 1827 - Parijs, 5 januari 1901) was een vrijgeboren Afro-Amerikaanse musicus en componist.

## Biografie
Edmond Dédé werd geboren in New Orleans in een familie die afkomstig was van de Franse Antillen. Zijn vader was dirigent van een militieband en herkende al op vroege leeftijd het muzikale talent van zijn zoon. In 1848 ging Dédé in Mexico studeren waar hij de kornet en de viool leerde te bespelen. In New Orleans kreeg hij verdere privélessen van Constantin Debergue en Ludovico Gabici. Na het studeren ging hij lokaal optreden en werd hij al snel herkend als een meester op de viool. Zijn eerste composities werden door vele regionale orkesten gespeeld, maar zijn progressie op de commerciële muzikale markt van New Orleans werden gehinderd door het racistische klimaat in het zuiden van de Verenigde Staten.
Met de hulp van vrienden en familie wist Dédé naar Frankrijk af te reizen om daar verder te kunnen studeren. In 1857 arriveerde hij in Parijs waar hij verwelkomd werd door de mensen uit  New Orleans die daar leefde. In de Franse hoofdstad ging hij studeren aan het Conservatoire de Paris en in de stad werd hij als violist ook populair. In 1860 verhuisde Dédé naar Bordeaux en werd hij de dirigent van het orkest van het Théâtre l'Alcazar. Deze positie zou hij vijfentwintig jaar lang bekleden. In de jaren negentig van de negentiende eeuw keerde Dédé voor korte tijd terug naar New Orleans en gaf hij aldaar een aantal afscheidsconcerten. Hij keerde vervolgens terug naar Parijs waar hij zou overlijden.

## Enkele composities
- Mon Pauvre Coeur (1852)
- Quasimodo Symphony (1865)
- Le Palmier Overture (1865)
- Le Serment de L'Arabe (1865)
- Mephisto Masque (186?)
- Morgiane, ou, Le sultan d'Ispahan (1887)